# Anthobium unicolor
Anthobium unicolor is een kever die behoort tot de kortschildkevers. Hij komt voor in het strooisel van verschillende biotopen .

## Kenmerken
Deze kever heeft een lengte van 2,5 tot 3,5 mm. Hij is breed en discontinu in omtrek met de kop smaller dan het pronotum en het pronotum en dekschilden afzonderlijk afgerond aan de basis.
Mannetjes kunnen worden onderscheiden door de middelste tibiae die verdikt zijn in de apicale helft, en de voorste tibiae die zwak maar duidelijk gehoekt zijn langs de binnenrand.

## Voorkomen
Anthobium unicolor heeft een breed, maar verspreid verspreidingsgebied over Europa. In West-Centraal-Europa is het vrij algemeen.